# Schänzelturm
Der Schänzelturm ist ein 1874 erbauter und 13 m hoher Aussichtsturm auf dem Steigerkopf nahe der Stadt Edenkoben im rheinland-pfälzischen Landkreis Südliche Weinstraße.

## Geographische Lage
Der Turm steht im Osten des Pfälzerwalds im Naturpark Pfälzerwald auf dem Steigerkopf (613,6 m), dessen Gipfel mit dem Turmstandort (613 m) zur Gemarkung einer Waldexklave der Gemeinde Gommersheim gehört.

## Architektur
Der achteckige Turm ist 13 m hoch und wurde aus behauenem Sandstein aufgemauert. Der Baukörper ist zweigeteilt. Am mächtigeren unteren Teil besitzt er eine Außentreppe, die auf eine Plattform in etwa 5 m Höhe führt. Im schlankeren oberen Teil des Turms, zu dem von der Plattform eine Tür hineinführt und der über schmale, schießschartenartige Fenster verfügt, verläuft eine Innentreppe. Die Aussichtsplattform auf dem Turmdach ist durch ein Geländer gesichert. Je nach Höhe des umgebenden Waldes können die Aussichtsmöglichkeiten eingeschränkt sein.

## Geschichte

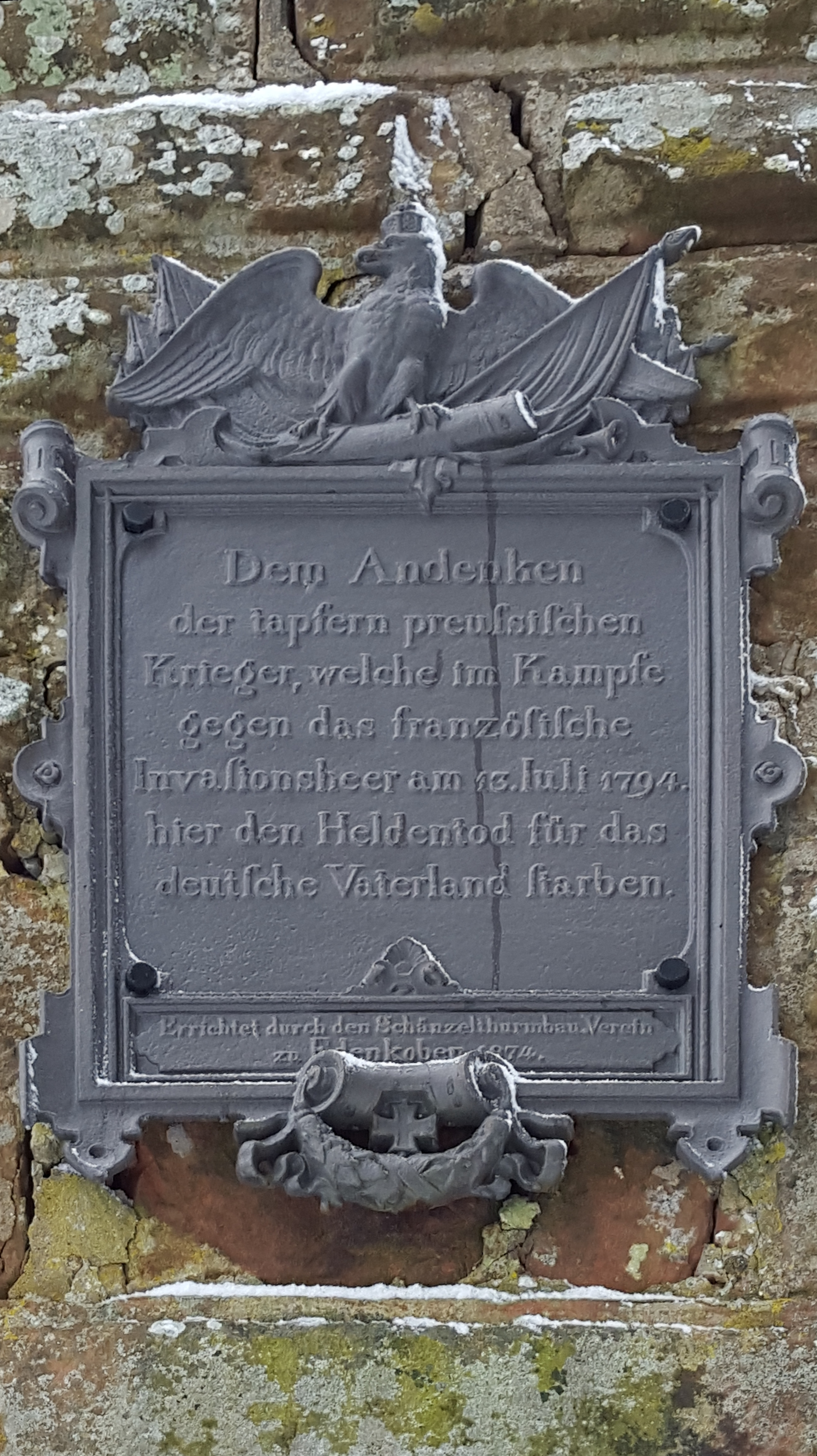
Widmungstafel

Im deutschnationalen Überschwang nach dem Sieg im Deutsch-Französischen Krieg (1870/71) entstand im Jahr 1874 der Schänzelturm. 1894 wurde er zum 100. Jahrestag einer Schlacht gewidmet. Der Text der Widmungstafel am Turm besagt:

„Dem Andenken der tapferen preußischen Krieger, welche im Kampfe gegen das französische Invasionsheer am 13. Juli 1794 hier den Heldentod für das deutsche Vaterland starben“

Als nämlich damals französische Revolutionstruppen den linksrheinischen Teil der Kurpfalz eroberten, stellte sich ihnen an den Hängen des Steigerkopfs ein preußisches Kontingent entgegen und unterlag in der Schlacht.
Weil die Preußen an den Hängen des Steigerkopfs nach Westen, Südwesten und Süden kleinere Schanzanlagen errichtet hatten, die den Franzosen den Aufstieg verwehren sollten, wird der Berg im Volksmund auch als Schänzel bezeichnet; hiervon leitet sich der Name des Turms ab.